# Mours-Saint-Eusèbe
Mours-Saint-Eusèbe é uma comuna francesa na região administrativa de Auvérnia-Ródano-Alpes, no departamento de Drôme. Estende-se por uma área de 5,27 km². Em 2010 a comuna tinha 3 265 habitantes (densidade: 619,5 hab./km²).